# Костино (деревня, Дмитровский городской округ)
Костино — деревня в Дмитровском районе Московской области, в составе городского поселения Яхрома. Население — 0 чел. (2010). До 2006 года Костино входило в состав Подъячевского сельского округа.

## Расположение
Деревня расположена в юго-западной части района, в 18 км на юго-запад от города Яхромы, в междуречье левых притоков Лутосни Субыч и Афанасовка, высота центра над уровнем моря 244 м. Ближайшие населённые пункты — Титово на северо-западе и Глухово на северо-востоке.

## Население
| 2002 | 2006 | 2010 |
| ---- | ---- | ---- |
| 0    | →0   | →0   |